# Hans-Martin Trepp
Hans-Martin Trepp (9. listopadu 1922, Arosa – 17. srpna 1970, Arosa) byl švýcarský lední hokejista. Se švýcarskou reprezentací získal třikrát bronz na mistrovství světa (1950, 1951, 1953) a bronzovou medaili si přivezl také z olympijských her ve svatém Mořici konaných roku 1948. Zúčastnil se i MS 1947 (4. místo), MS 1949 (5. místo) a OH 1952 (5. místo). Na mistrovstvích světa nastřílel 31 branek (ve 29 zápasech), což mu zajišťuje 43. místo v historické tabulce. Celkem dal za národní tým 83 gólů v 94 zápasech. Celou kariéru (1939–1965) strávil v jediném klubu: EHC Arosa. Získal s ním sedm titulů mistra Švýcarska (1951, 1952, 1953, 1954, 1955, 1956, 1957). Byl bratrancem cyklisty Willyho Treppa a hokejisty Ulricha Poltery. Hans-Martin Trepp zemřel v roce 1970 po náhodném pádu ve svém domě, při němž si rozlomil lebku.